# Erich Opitz (Jurist)
Erich Opitz (* 16. Oktober 1886 in Berlin; † nach 1939) war ein deutscher Jurist und Kommunalpolitiker. Er war in der Zeit des Nationalsozialismus von 1935 bis 1937/40 Oberbürgermeister von Bautzen.

## Leben und Wirken
Der promovierte Jurist Opitz nahm als Marineflieger in Flandern am Ersten Weltkrieg teil. Danach war er ein Jahr im Auswärtigen Amt in Berlin tätig. In der Reichshauptstadt hatte er auch seine Rechtsanwaltskanzlei, die er 1920 nach Plauen ins Vogtland verlegte. Dort trat er zum 1. September 1930 der NSDAP bei (Mitgliedsnummer 302.557) und wurde später zum Stadtverordneten gewählt. Am 14. Oktober 1933 wurde er zum Notar mit Amtssitz in Plauen ernannt und bis 1935 war Opitz im Bezirk des Amtsgerichts Plauen tätig. Mit Wirkung vom 15. Februar 1935 wurde Opitz Oberbürgermeister von Bautzen. Allerdings verfügte er über wenig kommunalpolitische Erfahrungen und nachdem eine Klage gegen ihn erhoben und ein Parteigerichtsverfahren gegen ihn eingeleitet wurde, erfolgte im Oktober 1937 seine Beurlaubung und im März 1940 seine Amtsenthebung. Sein Amtsvorgänger Walther Förster übernahm zunächst vertretungsweise und später endgültig das Amt des Oberbürgermeisters in Bautzen.